# Garazemi
Garazemi est un village d'Azerbaïdjan situé dans le raion de Khojavend. Elle compte 178 habitants en 2005.